# Tommy Lasorda
Thomas Charles Lasorda, detto Tommy (Norristown, 22 settembre 1927 – Fullerton, 7 gennaio 2021), è stato un giocatore di baseball e allenatore di baseball statunitense.

## Biografia
Era figlio di Sabatino Lasorda che emigrò negli Stati Uniti d'America da Tollo, comune della provincia di Chieti.

## Carriera

### Giocatore
Diplomato alla Norristown High School di Norristown, Pennsylvania, iniziò la sua carriera nel 1945 con i Concord Weavers, militanti nella North Carolina State League in Classe D.
Dopo aver trascorso alcuni anni nelle minors, il 5 agosto 1954 fece il suo debutto in Major League con la maglia dei Dodgers, franchigia che all'epoca aveva ancora sede a Brooklyn. Il 5 maggio 1955 iniziò la sua prima partita da lanciatore partente, ma fu sostituito dopo un inning, durante il quale concesse tre lanci pazzi e si infortunò a una gamba.
Prima dell'inizio della stagione 1956 fu ceduto ai Kansas City Athletics, con cui giocò i suoi ultimi incontri in Major League, prima di tornare nelle serie minori per gli anni finali della propria carriera da giocatore.

### Allenatore
Lasorda venne assunto nel 1960 come scout dei Dodgers (nel frattempo trasferitisi a Los Angeles), mentre nel 1966 iniziò ad allenare nelle classe Rookie.
Nel 1973 entrò a far parte dello staff di Walter Alston in qualità di coach di terza base dei Los Angeles Dodgers, incarico che ricoprì per i quattro anni successivi.
Il 29 settembre 1976, conseguentemente al ritiro di Alston, Lasorda venne promosso come nuovo manager degli stessi Dodgers. La sua parentesi sulla panchina losangelina durò praticamente per un ventennio, durante il quale la squadra vinse per due volte le World Series, rispettivamente nel 1981 e nel 1988, oltre a conquistare anche quattro titoli di campione della National League e otto titoli di division. Lasorda venne inoltre nominato per due volte manager dell'anno della National League (nel 1983 e nel 1988), partecipò come manager a quattro All-Star Game, e per nove volte un suo giocatore venne eletto rookie dell'anno della National League. L'ultima partita in cui allenò fu la vittoria casalinga del 23 giugno 1996 per 4-3 sugli Houston Astros. Il giorno seguente si recò in ospedale per via di un dolore addominale, che si rivelò essere un infarto. A seguito di ciò decise di ritirarsi, chiudendo dunque la propria carriera da manager con un bilancio complessivo di 1 599 vittorie e 1 439 sconfitte, tutte ottenute sulla panchina dei Dodgers.
Venne inserito nella National Baseball Hall of Fame nel 1997, al suo primo anno di eleggibilità.
Nel settembre del 2000 tornò brevemente ad allenare, guidando la nazionale statunitense alle Olimpiadi di Sydney 2000. Con la vittoria in finale per 4-0 contro la nazionale cubana, la quale aveva vinto le due precedenti edizioni dei giochi, la sua squadra vinse la medaglia d'oro.
Morì il 7 gennaio 2021 a causa di un arresto cardiaco occorsogli presso la sua casa di Fullerton, in California. In suo onore, numerosi edifici di Los Angeles vennero illuminati di blu, tra cui il municipio, lo Staples Center e il Banc of California Stadium.